# Џејми Нун
Џејми Нун (енгл. Jamie Noon; 9. мај 1979) бивши је енглески рагбиста и једна од највећих легенди Њукасла. Први есеј у премијершипу дао је против Воспса 1999. Када је 2003, везао педесети узастопни меч у премијершипу, оборио је рекорд ове лиге. Сер Клајв Водвард га је 2001, позвао у репрезентацију Енглеске, одиграо је 2 тест меча на турнеји "црвених ружа" у Северној Америци, један против САД и други против Канаде. Није играо на светском првенству 2003., али је проглашен за најбољег играча Њукасла за сезону 2003–2004. Био је одличан тандем са Вилкинсоном. У купу шест нација 2005, играо је на свих 5 мечева. Постигао је хет трик против Шкотске на Твикенхејму. Играо је на светском првенству 2007, али је у поразу од "спрингбокса" повредио ногу. Био је проглашен за најбољег играча утакмице, против Ирске у купу шест нација 2008. Ожењен је и има једну ћерку.